# Rafer Džonson
Rafer Luis Džonson (18. avgust, 1934 — 2. decembar, 2020) bio je američki desetobojac i filmski glumac. Bio je osvajač zlatne medalje u dekadlonu na Olimpijskim igrama 1960. godine, osvojivši srebro 1956. Prethodno je osvojio zlato na Panameričkim igrama 1955. godine. On je bio nosilac zastave američkog tima na Olimpijskim igrama 1960. i upalio je olimpijski plamen na Igrama u Los Anđelesu 1984. godine.
Nakon što se povukao iz atletike, Džonson se okrenuo glumi, sportu i javnom servisu i imao je ključnu ulogu u kreiranju Kalifornijskih specijalnih olimpijskih igara. Njegova glumačka karijera obuhvata nastupe u The Sins of Rachel Cade (1961), Elvis Prislijevom filmu Wild in the Country (1961), Pirates of Tortuga (1961), None but the Brave (1965), dva filma o Tarzanu sa Majkom Henrijem, The Last Grenade (1970), Soul Soldier (1970), Roots: The Next Generations (1979), Džejms Bond filmu Licence to Kill (1989), i Think Big (1990).

## Biografija
Džonson je rođen u Hilsboru u Teksasu. Njegova porodica se preselila u Kingsberg u Kaliforniji kad je on imao devet godina. Jedno vreme su bili jedina crnačka porodica u gradu. Kao svestrani sportista, on je igrao u fudbalskim, bejzbolskim i košarkaškim ekipama Kingsberške srednje škole. Takođe je izabran za predsednika razreda u osnovnoj i srednjoj školi. Leto između prve i druge godine srednje škole (16 godina), njegov trener Marl Dodson odveo je Džonsona do 40 km udaljene Tulare, gde su gledali Boba Matijasa kako se takmiči u američkom olimpijskom desetobojskim pripremama 1952. godine. Džonson je rekao svom treneru: „Mogao sam da pobedim većinu tih momaka.” Dodson i Džonson su se vratili mesec dana kasnije kako bi gledali paradu povodom Matijasove pobede. Nekoliko nedelja kasnije, Džonson se takmičio u pozivnom desetoboju u srednjoj školi i pobedio na tom događaju. On je takođe pobedio na desetobojima Kalifornijskih srednjih škola u decembru 1953. i 1954. godine.
Godine 1954. kao brucoš na Kalifornijskom univerzitetu u Los Anđelesu (UCLA) njegov napredak u ovom sportu je bio impresivan; oborio je svetski rekord u svom četvrtom takmičenju. On se pridružio bratstvo Pi Lambda Fi, prvom američkom nediskriminatornom bratstvu, i bio je predsednik klase na UCLA. Godine 1955. u Meksiko Sitiju on je osvojio titulu na Pan Američkim igrama.
Džonson se kvalifikovao za desetoboj i za skokove udalj na Letnjim olimpijskim igrama 1956. u Melburnu. Međutim, povreda ga je omela, te je izguvio mesto u skoku udalj. Uprkos ovom hendikepu, uspeo je da zauzme drugo mesto u desetoboju iza sunarodnika Milta Kembela.
Zbog povrede, Džonson je propustio sezone 1957. i 1959. (poslednju zbog saobraćajne nesreće), ali je oborio svetski rekord 1958. i ponovo 1960. godine. Kruna njegove karijere došla je na Letnjim olimpijskim igrama 1960. u Rimu. Njegov najozbiljniji rival bio je Jang Čuan-Kvang (C. K. Jang) sa Tajvana. Jang je takođe studirao na UCLA; njih dvojica su zajedno trenirali pod vođstvom UCLA atletskog trenera Elvina K. „Daki” Drejka i postali su prijatelji. U desetoboju, vođstvo se njihalo napred-nazad između njih. Konačno, posle devet događaja, Džonson je prednjačio Jangu sa malom marginom, ali se znalo da je Jang bio bolji u finalnoj disciplini, na 1500 m. Prema novinama The Telegraph (Velika Britanija), „legenda kaže” da je Drejk trenirao obojicu, pri čemu je savetovao Džonsonu da ostane blizu Janga i da bude spreman za „pakleni sprint” na kraju, a da je savetovao Jangu da stvori što veću udaljenost između sebe i Džonsona pre finalnog sprinta.
Džonson je postigao svoj lični rekord sa 4:49,7 i završio samo 1,2 sekunde sporije od Janga, osvojivši zlato sa 58 poena sa olimpijskim rekordom od ukupno 8.392 poena. Obaje sportista su bili iscrpljeni i iznemogli, te su stali na nekoliko koraka iza linije cilja naslonjeni jedan na drugog radi podrške. Ovom pobedom Džonson je okončao svoju atletsku karijeru.
Na UCLA, Džonson je takođe igrao košarku pod vođstvom legendarnog trenera Džona Vudena i bio je starter za Bruinse u njihovom timu 1958–59. Vuden je Džonsona smatrao odličnim odbrambenim igračem, ali je ponekad žalio što je ograničavao svoje timove na početku svoje trenerske karijere, napominjući, „zamislite Rafera Džonsona na [brzom] prodoru.“
Džonson je izabran od strane Los Anđeles Remsa u 28. rundi (333. ukupno) NFL drafta 1959. kao bek.
Dok je trenirao za Olimpijske igre 1960. godine, njegov prijatelj Kirk Daglas mu je ispričao o ulozi u Spartaku za koji je Daglas mislio da bi ga mogao učiniti zvezdom: etiopskom gladijatoru Drabi, koji odbija da ubije Spartaka (kojeg igra Daglas) nakon što ga je pobedio u duelu. Džonson je bio na audiciji i dobio ulogu, ali je bio primoran da je odbije, jer mu je Atletska amaterska unija rekla da će ga to učiniti profesionalcem i da samim tim neće moći da učestvuje na Olimpijskim igrama. Uloga je na kraju pripala jednom drugom velikanu UCLA, Vudiju Strodu. Godine 1960, Džonson je počeo da glumi u filmovima i da radi kao sportski diler. Ostvario je nekoliko filmskih nastupa, uglavnom tokom 1960-ih. Džonson je radio sa punim radnim vremenom kao sportski voditelj tokom ranih 1970-ih. On je bio sportski voditelj vikendom u lokalnoj NBC filijali u Los Anđelesu, KNBC, ali mu ta pozicija nije pogodovala, te je na kraju je prešao na druge poslove.
Džonson je radio na predsedničkoj izbornoj kampanji senatora Sjedinjenih Država Roberta F. Kenedija, i 5. juna 1968. uz pomoć Rouzi Grier uhapsio je Sirhana Sirhana odmah nakon što je Sirhan ustrelio Kenedija u hotelu Ambasador u Los Anđelesu, Kalifornija. Kenedi je umro sledećeg dana u bolnici Dobrih Samarićana. Džonson je o tom iskustvu govorio u svojoj autobiografiji, The Best That I Can Be (objavljenoj 1999. od strane izdavača Galilee Trade Publishing, i u koautorstvu sa Filipom Goldbergom).
Džonson je služio u organizacionom komitetu za prvo takmičenje Specijalne olimpijade u Čikagu 1968. godine, čiji je domaćin bio osnivač Specijalne olimpijade, Junis Kenedi Šrajver, a sledeće godine je predvodio osnivanje Specijalne olimpijade u Kaliforniji. Džonson je, zajedno sa malom grupom volontera, osnovao Kalifornijsku specijalnu olimpijadu 1969. godine tako što je sproveo takmičenje u Los Anđeleskom Memorijalnom Koloseumu za 900 osoba sa intelektualnim invaliditetom. Nakon prvih Igara u Kaliforniji 1969. godine, Džonson je postao jedan od prvobitnih članova Upravnog odbora. Odbor je zajedno radio na prikupljanju sredstava i ponudi skromnog programa plivanja i atletike. Godine 1983. Rafer se kandidovao za predsednika odbora, kako bi povećao učešće u odboru, reorganizovao osoblje kako bi najefikasnije koristilo talente svake osobe i proširio napore za prikupljanje sredstava. On je izabran za predsednika i obavljao je tu dužnost do 1992. godine, kada je imenovan za predsednika Upravnog odbora.

## Filmografija
- (1960) - Kosongo
- (1961) - Dejvis
- (1961) - Džon Gamel
- (1965) - vojnik Džonson
- (1970) - Džo Džekson
- (1970) - vojnik Armstrong
- (1989) - Malens
- (1990) - Džonson

## Literatura
- Maraniss, David (2008). Rome 1960: The Olympics That Changed The World. Simon & Schuster. ISBN 978-1-4165-3408-2.
- Johnson, Rafer (1998). The Best That I Can Be: An Autobiography. Doubleday. ISBN 0-3854-8760-6.

## Spoljašnje veze
- Video clip from 1984 Summer Olympics, including Rafer Johnson lighting the Olympic Flame